# Обухівський район
Обу́хівський район (Обухівщина) — район у Київській області України. Утворений у 2020 році. Адміністративний центр — місто Обухів. Площа — 3639,1 км² (12,9% від площі області), населення — 229,5 тис. осіб (2020).
До складу району входять 9 територіальних громад.

## Історія
Район створено відповідно до постанови Верховної Ради України № 807-IX від 17 липня 2020 року. До його складу увійшли: Богуславська, Васильківська, Кагарлицька, Миронівська, Обухівська, Ржищівська, Українська міські, Козинська селищна, Феодосіївська сільська територіальні громади.

## Передісторія земель району
Раніше територія району входила до складу Богуславського, Васильківського, Кагарлицького, Києво-Святошинського, Миронівського, Обухівського районів, ліквідованих тією ж постановою.